# Christopher van der Aat
Christopher van der Aat (Londen, 12 januari 1995) is een Nederlands voormalig professioneel voetballer, die als rechtsback speelde voor Fortuna Sittard.

## Clubcarrière
Van der Aat speelde in de jeugdopleidingen van AFC Ajax en Almere City FC. In de zomer van 2014 maakte hij samen met Mitchell Elshot, Seku Conneh en Jordy ter Borgh de overstap van Almere naar Fortuna Sittard. De verdediger debuteerde voor Fortuna op 31 oktober 2014, toen met 1–8 werd verloren van FC Emmen. Van coach Peter van Vossen mocht Van der Aat in de blessuretijd invallen en de laatste minuut spelen in plaats van Jasper Waalkens. Voor Fortuna speelde Van der Aat één wedstrijd en in de winterstop van het seizoen 2014/15 stopte hij als voetballer.